# Atarba (Atarba) serena
Atarba (Atarba) serena is een tweevleugelige uit de familie steltmuggen (Limoniidae). De soort komt voor in het Neotropisch gebied.